# Muscida
Muscida es el nombre tradicional de la estrella ο Ursae Majoris (ο UMa / 1 Ursae Majoris / HD 71369). Situada en la constelación de la Osa Mayor, su magnitud aparente es +3,36. Su nombre, uno de los pocos provenientes del latín, significa «hocico», siendo también utilizado para designar a π1 Ursae Majoris y π2 Ursae Majoris.
Muscida es una gigante amarilla de tipo espectral G5III con una temperatura superficial de 5.157 K. Su luminosidad es 140 veces mayor que la del Sol y tiene un radio 15 veces más grande que el radio solar. Su espectro muestra una metalicidad similar a la del Sol y, como otras gigantes, gira lentamente sobre sí misma, empleando hasta 250 días en completar una vuelta completa. Con una masa tres veces mayor que la del Sol, Muscida comenzó su vida hace aproximadamente 360 millones de años como una estrella azul caliente; actualmente atraviesa la llamada «Laguna de Hertzsprung», una sección del diagrama de Hertzsprung-Russell con muy pocas estrellas —se piensa que las estrellas atraviesan esta sección en muy poco tiempo en comparación con su vida total—. Es además una estrella variable cuyo brillo varía entre magnitud +3,3 y +3,8.
Muscida tiene una tenue compañera de magnitud 15 a 7,1 segundos de arco. Es una enana roja de tipo M1 y está separada de Muscida al menos 400 UA. Dado que el período orbital es, como mínimo, de 4100 años, no se ha podido observar movimiento orbital. Ambas estrellas se encuentran a 185 años luz del sistema solar.